# Stronsdorf
Stronsdorf là một thị xã thuộc huyện Mistelbach trong bang Niederösterreich.